# Giovanna Rossi-Caccia
Giovanna Rossi-Caccia (Barcelona, 16 de desembre de 1818 - Le Havre, 11 de juny de 1892) fou una soprano catalana. Va ser la primera soprano que va cantar al Gran Teatre del Liceu en la primera representació operística, que tingué lloc el 17 d'abril de 1847, obrint la temporada, amb Anna Bolena de Donizetti.

## Biografia
Va ser batejada a l'Església del Pi, filla d'un capità d'infanteria, Juan Nash, i de Mariana Rossi, segona buffa del Teatre Principal de Barcelona. Tot i que va rebre els noms de «Manuela, Juana y Joaquina» i que de vegades va ser coneguda com a Manuela, finalment va decidir-se pel nom artístic de Giovanna Rossi, posteriorment Rossi-Caccia, i així és com apareix al primer programa del Liceu. El cognom del pare va desaparèixer en casar-se per primer cop, amb el farmacèutic Alphone Bonnevin. Després el seu cognom artístic va assolir la forma Rossi-Caccia, quan després de quedar viuda, es va casar amb l'escultor Carlo Caccia, sembla que a Milà.
Als deu anys, es va traslladar a París amb la seva mare, que la introduí en l'òpera italiana, i tres anys més tard li va fer començar els estudis vocals amb Marco Bordogni i Adelina Dalmani-Nani. Aviat cantaria a l'Ajuntament de París al costat de Rubini, Tamburini i Grisi. Els crítics ja van saber apreciar aleshores l'excel·lència de la petite merveille de la seva veu. El 10 d'agost de 1836 debutà a l'Opéra-Comique com a Anna a La Dame blanche. El 1840 va fer un reeixit debut a La Scala de Milà com a Imogene a Il pirata. És a Milà on conegué l'escultor Carlo Caccia amb qui es casaria. Retornà a l'Opéra-Comique on estrenà el paper de Carlo a La Part du diable.
Les primeres actuacions a Lisboa van constituir la base dels èxits de la seva carrera artística posterior. Després d'una tanda d'èxits a París i Amsterdam, el Liceu la va contractar. En aquest teatre barceloní, hi va cantar prop de cent funcions en les tres temporades que hi va aparèixer, de vegades fent papers que no eren ben bé per a ella, com la quinzena de vegades que va cantar el paper del transvestit Pierotto (mezzosoprano) de l'òpera, també de Donizetti, Linda di Chamounix, a part de la seva intervenció en un curiós Terzettino funebre amb música de Mercadante, que es va cantar en dues úniques representacions de Don Juan Tenorio, de Zorrilla, que el teatre va oferir el dia de difunts del 1847 i l'endemà.
El 1853 va cantar al Teatro São Carlos de Lisboa, on va aparèixer a Lucrezia Borgia, Linda di Chamounix, Anna Bolena, I martiri i una òpera composta expressament per a ella de Mignon.
En deixar els escenaris, es retirà a Le Havre, on es dedicà a la docència.